# Asia Nitollano
Asia Nitollano, född i Mt. Vernon, New York, USA den 14 februari 1988, är en amerikansk sångerska och dansare, vinnare i TV-serien Pussycat Dolls Present: The Search for the Next Doll, varigenom hon blev popgruppen The Pussycat Dolls yngsta medlem. Efter finalen i serien bestämde sig dock Asia för att göra en solokarriär istället.